# Phyllanthus myrtilloides
Phyllanthus myrtilloides är en emblikaväxtart som beskrevs av August Heinrich Rudolf Grisebach. Phyllanthus myrtilloides ingår i släktet Phyllanthus och familjen emblikaväxter.

## Underarter
Arten delas in i följande underarter:
- P. m. alainii
- P. m. erythrinus
- P. m. myrtilloides
- P. m. shaferi
- P. m. spathulifolius